# People Like Us (canção de Kelly Clarkson)
"People Like Us" é uma canção da cantora norte-americana Kelly Clarkson, gravada para o seu primeiro álbum de grandes êxitos Greatest Hits – Chapter One. Foi composta por Meghan Kabir, James Michael, Blair Daly e produzida por Greg Kurstin. A sua estreia na rádio ocorreu a 9 de Abril de 2013, como terceiro single da compilação.

## Antecedentes e lançamento
"Já passou uma década desde que ganhei o American Idol. Às vezes sinto que já foi há muito porque, embora tenha sido excitante, foi muita pressão para uma menina de 19 anos de idade. Para possuir uma empresa, liderar uma organização como uma mulher de negócios, e ser capaz de criar música, eu estou orgulhosa de ter sido difícil, mas estimulante, para mim. Obrigado a todos que têm feito parte da minha carreira e vida. Aqui está a mais uma década de paixão e diversão!"

— Clarkson sobre o lançamento da colecção.
Clarkson foi abordada pela primeira vez em lançar um álbum de grandes êxitos depois de editar My December, em Dezembro de 2007, mas considerou uma ideia terrível, afirmando o seguinte: "Seria de malucos. Não tenho 50 [anos]. Artistas que o fazem depois de três álbuns devem pensar que a sua carreira está a chegar ao fim". A 11 de Setembro de 2012, a Sony Music Entertainment britânica revelou numa conferência de imprensa que Clarkson iria lançar uma compilação dos seus maiores sucessos até ao final do ano. Esta informação foi reiterada numa entrevista dada pela artista à The Insider, enquanto Kelly promovia a gravação promocional "Get Up (A Cowboys Anthem)". A 4 de Outubro de 2012, a cantora e a sua equipa anunciaram que o novo single "Catch My Breath" seria lançado na semana seguinte. A RCA Records também fez um comunicado a revelar o título do disco e que seria editado a 19 de Novembro de 2012.
A canção foi enviada para as rádios dia 9 de Abril de 2013 e lançado dia 10 de Maio através da RCA Records, servindo como terceiro single da compilação de grandes êxitos.

## Faixas e formatos
No Amazon, "People Like Us - EP" não contém a faixa original, apenas os mesmos remixes da versão do iTunes um pouco mais longos e um sexto remix.
| iTunes |                                                  |         |  |
| N.º    | Título                                           | Duração |  |
| 1.     | "People Like Us"                                 | 4:18    |  |
| 2.     | "People Like Us" (Baggi Begovic Remix)           | 3:29    |  |
| 3.     | "People Like Us" (DEION Remix)                   | 3:45    |  |
| 4.     | "People Like Us" (Johnny Labs & Adieux Club Mix) | 4:01    |  |
| 5.     | "People Like Us" (David Tort Remix)              | 6:31    |  |
| 6.     | "People Like Us" (Fuego Remix)                   | 6:13    |  |

| Amazon |                                     |         |  |
| N.º    | Título                              | Duração |  |
| 6.     | "People Like Us" (Project 46 Remix) | 4:38    |  |

## Desempenho nas tabelas musicais

### Posições
| Tabela musical (2012-2013)                       | Melhor posição |
| ------------------------------------------------ | -------------- |
| Canadá - Canadian Hot 100                        | 28             |
| Coreia do Sul - Gaon International Chart         | 14             |
| Eslováquia - IFPI                                | 35             |
| Estados Unidos - Billboard Hot 100               | 65             |
| Estados Unidos - Billboard Pop Songs             | 35             |
| Estados Unidos - Billboard Dance/Club Play Songs | 1              |
| Estados Unidos - Billboard Adult Pop Songs       | 15             |
| Nova Zelândia - RIANZ                            | 37             |
| Ucrânia - Ukraine Singles Charts                 | 29             |

## Histórico de lançamento
| País           | Data                | Formato                  | Editora discográfica |
| -------------- | ------------------- | ------------------------ | -------------------- |
| Estados Unidos | 9 de Abril de 2013  | Rádio mainstream         | RCA                  |
| Canadá         | 30 de Abril de 2013 | EP digital de remisturas | RCA                  |
| Estados Unidos | 30 de Abril de 2013 | EP digital de remisturas | RCA                  |
| Brasil         | 10 de Maio de 2013  | EP digital               | RCA                  |
| França         | 10 de Maio de 2013  | EP digital               | RCA                  |
| Reino Unido    | 23 de Junho de 2013 | Descarga digital         | RCA                  |